# Pierre Kalulu
Pierre Kalulu Kyatengwa, född 5 juni 2000, är en fransk fotbollsspelare som spelar för Juventus, på lån från AC Milan.

## Biografi
Kalulu är född och uppvuxen i Lyon med föräldrar från Kongo-Kinshasa. Hans äldre bröder, Aldo (född 1996) och Gédéon (född 1997) är båda fotbollsspelare.

## Karriär
Den 5 augusti 2020 värvades Kalulu av italienska AC Milan, där han skrev på ett femårskontrakt. Kalulu gjorde sin tävlingsdebut den 10 december 2020 i en 1–0-bortavinst över Sparta Prag i Europa League. Tre dagar senare gjorde Kalulu sin Serie A-debut i en 2–2-match mot Parma, där han blev inbytt redan efter att par minuter mot skadade Matteo Gabbia.
Den 21 augusti 2024 lånades Kalulu ut till Juventus på ett säsongslån.